# Jean-Paul Escudero
Jean-Paul Escudero (París, 1957) és un lingüista nord-català, especialista en la llengua i la música gitana.
Començà a estudiar el català al Centre d'études catalanes de la Sorbonne de París. A partir del 1982-1983, es va iniciar en els estudis geolingüístics del català septentrional a la Universitat de Perpinyà, sota el mestratge de Jordi Costa i Bernard Leblon. L'any 1998 es doctorà a la Universitat de Perpinyà amb la tesi Contribution à l'étude de la langue des Gitans de Perpignan.
Les seves recerques han anat evolucionant a l'entorn de la dialectologia i onomàstica del català septentrional. Per una banda ha fet un estudi sincrònic i diacrònic de l'onomàstica i del lèxic al Vallespir i transició entre el català septentrional i el català central a l'Empordà, i de l'altra ha estudiat la llengua i les músiques dels gitanos de Catalunya, amb una anàlisi del català gitano i del caló i de la gènesi i de l'evolució de les músiques en la societat gitana. També a partir de la seva faceta com a violinista, ha pogut conèixer artistes gitanos amb els quals ha pogut descobrir unes músiques d'un altre gènere.
Va ser president del Centre Cultural Català del Vallespir entre el 2009-2011 i des del 2019 és director de la revista Vallespir que publica aquesta associació. És membre fundador i president de l'associació Reynés Patrimoine Culturel des de l'any 2003.

## Obres
- Els noms de Tellet. Barcelona: Institut d'Estudis Catalans. Amb Montserrat Cailà, (2014)
- Les Gitans catalans et leur langue. Une étude réalisée à Perpignan. Péronnas: Les Éditions de la Tour Gile. (2004)
- Història dels noms de Reiners. Les arrels d'un poble del Vallespir. Amb Montserrat Cailà, Barcelona: Institut d'Estudis Catalans.(2005)